# Social Networks
Social Networks es una revista científica trimestral de revisión por pares que publica investigaciones sobre teoría de redes sociales. Su redactor jefe es P. Doreian (Universidad de Pittsburgh) y M. Everett (Universidad de Mánchester). Fue creada en 1979 y actualmente pertenece a la editorial Elsevier.
De acuerdo con la Journal Citation Reports, en 2022 poseía un factor de impacto de 3.1.